# Dryocopus
Dryocopus es un género de aves piciformes de la familia Picidae que incluye a siete especies de pájaros carpinteros grandes, que miden entre 35 y 45 centímetros de longitud. Tiene representantes en América del Norte, América del Sur, Europa y Asia; algunas especies de América del Sur están en peligro de extinción. Se creía que estaba relacionado estrechamente al género americano Campephilus, pero tiene un linaje completamente diferente de estos (Benz et al., 2006).
Su hábitat son los bosques con árboles grandes, donde anidan en una cavidad grande en el tronco o una rama de un árbol muerto. Excavan un nuevo agujero cada año, creando cavidades grandes donde anidan otras especies de aves. Son residentes permanentes (no-migratorios).
Son principalmente de color negro, con la corona de la cabeza de color rojo, a menudo como una cresta. La mayoría de las especies tienen algunas zonas blancas del plumaje, sobre todo en la cabeza, y algunos tienen marcas faciales rojas adicionales. 
El plumaje de los machos, hembras y juveniles difiere en coloración, a menudo en el tamaño del rojo en la corona y en otras partes de la cabeza. El vuelo es fuerte y las llamadas también. El tamborileo de estos pájaros puede escucharse de gran distancia.
Las especies de Dryocopus hacen agujeros grandes con sus fuertes picos sacando las larvas de insectos, sobre todo de escarabajos. También se alimentan de frutas, bayas y nueces. 

## Especies

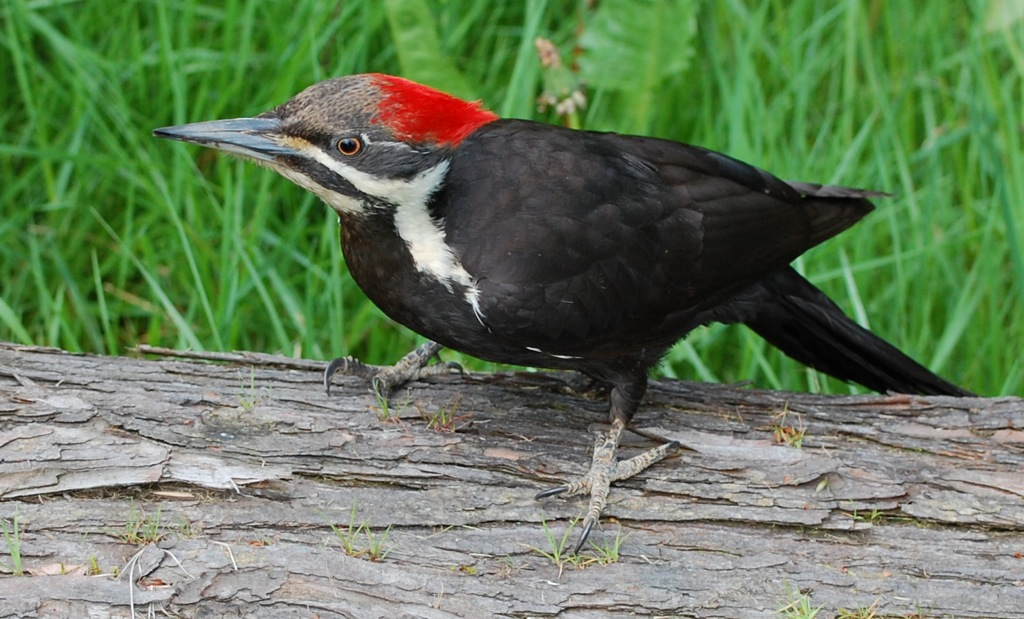
Dryocopus pileatus

- Dryocopus galeatus, picamaderos caricanelo
- Dryocopus lineatus, picamaderos listado
- Dryocopus schulzi, picamaderos chaqueño
- Dryocopus pileatus, picamaderos norteamericano
- Dryocopus javensis, picamaderos ventriblanco
- Dryocopus hodgei, picamaderos de Andamán
- Dryocopus martius, picamaderos negro, pito negro